# Mistrovství světa v alpském lyžování 2019 – sjezd žen
Sjezd žen na Mistrovství světa v alpském lyžování 2019 se konal v neděli 10. února 2019 jako třetí ženský závod světového šampionátu v lyžařském středisku Åre. Zahájení proběhlo ve 12.30 hodin místního času. Do závodu na sjezdovce Strecke nastoupilo 37 sjezdařek ze 16 států. V důsledku nepříznivého počasí zkrátili pořadatelé trať přibližně o pět set metrů.
Obhájkyní zlata v „královské disciplíně“ byla slovinská lyžařka Ilka Štuhecová.

## Medailistky
Mistryní světa se stala průběžně třetí žena ze sjezdu Světového poháru Ilka Štuhecová, která tak obhájila trofej ze Svatého Mořice. 28letá Slovinka získala druhý sjezdový titul za sebou jako pátá žena historie, když naposledy předtím se tento výkon podařil Švýcarce Marii Walliserové v letech 1987 a 1989. Slovinsko si tak připsalo hattrick. V roce 2015 triumfuovala Tina Mazeová.
Se ztrátou dvaceti tří setin sekundy vybojovala stříbrný kov 24letá Švýcarka Corinne Suterová, pro niž to byla druhá medaile ze světových šampionátů. V Aare 2019 dojela třetí již  v superobřím slalomu.
Bronz si odvezla Lindsey Vonnová, jež vybojovala celkově osmou medaili, a pátou sjezdovou, z mistrovství světa. 34letá Američanka se závodem rozloučila s profesionální kariérou, v níž vytvořila ženský rekord počtem 82 vyhraných závodů Světového poháru. Bronzový kov rovněž znamenal, že se stala nejstarší medailistkou v historii světových šampionátů.

## Výsledky
| P                                         | SČ  | lyžařka                 | stát                   | čas     | ztráta |
| ----------------------------------------- | --- | ----------------------- | ---------------------- | ------- | ------ |
| Zlatá medaile                             | 9   | Ilka Štuhecová          | Slovinsko              | 1:01,74 |        |
| Stříbrná medaile                          | 19  | Corinne Suterová        | Švýcarsko              | 1:01,97 | +0,23  |
| Bronzová medaile                          | 3   | Lindsey Vonnová         | Spojené státy americké | 1:02,23 | +0,49  |
| 4.                                        | 7   | Stephanie Venierová     | Rakousko               | 1:02,27 | +0,53  |
| 5.                                        | 6   | Ragnhild Mowinckelová   | Norsko                 | 1:02,33 | +0,59  |
| 6.                                        | 8   | Nicol Delagová          | Itálie                 | 1:02,36 | +0,62  |
| 7.                                        | 13  | Ramona Siebenhoferová   | Rakousko               | 1:02,38 | +0,64  |
| 8.                                        | 18  | Lara Gutová-Behramiová  | Švýcarsko              | 1:02,52 | +0,78  |
| 9.                                        | 15  | Nicole Schmidhoferová   | Rakousko               | 1:02,55 | +0,81  |
| 9.                                        | 10. | Tamara Tipplerová       | Rakousko               | 1:02,55 | +0,81  |
| 11.                                       | 1   | Viktoria Rebensburgová  | Německo                | 1:02,56 | +0,82  |
| 12                                        | 12  | Michaela Wenigová       | Německo                | 1:02,64 | +0,90  |
| 13.                                       | 11  | Kira Weidleová          | Německo                | 1:02,68 | +0.94  |
| 14.                                       | 4   | Nadia Fanchiniová       | Itálie                 | 1:02,74 | +1,00  |
| 15.                                       | 5   | Sofia Goggiová          | Itálie                 | 1:02,76 | +1,02  |
| 16.                                       | 14  | Joana Hählenová         | Švýcarsko              | 1:02,90 | +1,16  |
| 17.                                       | 20  | Ester Ledecká           | Česko                  | 1:02,91 | +1,17  |
| 18.                                       | 17  | Tina Weiratherová       | Lichtenštejnsko        | 1:03,00 | +1,26  |
| 19.                                       | 29  | Kajsa Vickhoff Lieová   | Norsko                 | 1:03,08 | +1,34  |
| 20.                                       | 16  | Romane Miradoliová      | Francie                | 1:03,10 | +1,36  |
| 20.                                       | 2   | Jasmine Fluryová        | Švýcarsko              | 1:03,10 | +1,36  |
| 22.                                       | 21  | Alice Merryweatherová   | Spojené státy americké | 1:03,26 | +1,36  |
| 23.                                       | 27  | Meike Pfisterová        | Německo                | 1:03,30 | +1,56  |
| 24.                                       | 25  | Lin Ivarssonová         | Švédsko                | 1:03,40 | +1,66  |
| 25.                                       | 24  | Lisa Hörnbladová        | Švédsko                | 1:03,60 | +1,86  |
| 26.                                       | 23  | Tiffany Gauthierová     | Francie                | 1:03,64 | +1,90  |
| 27.                                       | 28  | Alexandra Colettiová    | Monako                 | 1:03,65 | +1,91  |
| 28.                                       | 30  | Roni Remmeová           | Kanada                 | 1:03,83 | +2,09  |
| 29.                                       | 26  | Francesca Marsagliaová  | Itálie                 | 1:03,87 | +2,13  |
| 30.                                       | 33  | Greta Smallová          | Austrálie              | 1:03,96 | +2,22  |
| 31.                                       | 32  | Julija Pleškovová       | Rusko                  | 1:03,97 | +2,23  |
| 32.                                       | 22  | Marie-Michèle Gagnonová | Kanada                 | 1:04,06 | +2,32  |
| 33.                                       | 34  | Maruša Ferková          | Slovinsko              | 1:04,09 | +2,35  |
| 34.                                       | 36  | Ida Dannewitzová        | Švédsko                | 1:04,28 | +2,54  |
| 35.                                       | 35  | Helena Rapaportová      | Švédsko                | 1:04,71 | +2,97  |
| 36.                                       | 31  | Alexandra Prokopjevová  | Rusko                  | 1:04,73 | +2,99  |
| 37.                                       | 37  | Ania Monica Caillová    | Rumunsko               | 1:05,53 | +3,79  |
| Závod odstartoval ve 12.30 hodin (UTC+1). |     |                         |                        |         |        |